# FNC Entertainment
FNC Entertainment (hangul: FNC 엔터테인먼트 lub 에프엔씨엔터테인먼트) – południowokoreańska agencja rozrywkowa. Firma została założona 14 grudnia 2006 roku jako Fish n Cake Music (kor. 피쉬엔케익뮤직) przez Han Seong-ho.
FNC Entertainment działa jako agencja talentu, wytwórnia i wydawnictwo muzyczne, firma produkująca muzykę, organizator eventów i koncertów. Firma, wcześniej znana jako FNC Music, zarządzała wyłącznie muzykami, a po zmianie nazwy na FNC Entertainment w styczniu 2012 roku i rozszerzyła działalność o przemysł rozrywkowy.
Do agencji należą tacy artyści k-popowi jak FTISLAND, CNBlue, AOA, N.Flying, SF9 oraz InnoVator. Firma zarządza także artystami estradowymi i aktorami.

## Artyści
Źródło:

### Muzycy
| - Hong-gi - Yonghwa - Jimin - Jong-hyun - InnoVator | - FTISLAND - CNBlue - AOA - N.Flying - SF9 - Cherry Bullet - P1Harmony | podgrupy i projekty - F.T. Triple - AOA Black - AOA Cream - Romantic J - Two Song Place - JNJ |

### Aktorzy
- Choi Min-hwan
- Jung Hae-in
- Jung Jin-young
- Jung Yong-hwa
- Kang Chan-hee
- Kang Min-hyuk
- Kim Jae-hyun
- Kim Seol-hyun
- Lee Dong-gun
- Lee Hong-ki
- Lee Jae-jin
- Lee Jong-hyun
- Lee Jung-shin
- Park Choa
- Park Gwang-hyun
- Seo Yu-na
- Shin Hye-jeong
- Shin Ji-min
- Sung Hyuk
- Kim Won-hee
- Baek Ju-ho
- Kim Ro-woon
- Lee Dawon
- Kim Yeon-seo

#### Artyści estradowi
- Yoo Jae-suk
- Jeong Hyeong-don
- Lee Guk-joo
- Lee Se-young
- Moon Se-yoon
- Noh Hong-chul
- Song Eun-yi
- Kim Yong-man
- Moon Ji-ae
- Jo Woo-jong

### Byli artyści
- M Signal
- FTISLAND
  - Oh Won-bin (2007–2009)
  - Choi Jong-hoon (2007–2019)
  - Song Seung-hyun (2007–2019)
- Oh Won-bin (2007–2009)
- Juniel (2011–2016)
- Ji Suk-jin (2015–2016)
- Lee Da-hae (2014–2016)
- AOA
  - Seo You-kyung (2012–2016)
  - Choa (2012–2017)
- Kim Min-seo (2014–2017)
- HONEYST (2017–2019)
- Cherry Bullet
  - Mirae (2019)
  - Kokoro (2019)
  - Linlin (2019)

Aktorzy
- Lee Da-hae (2014–2016)
- Kim Min-seo (2014–2017)
- Lee Elijah (2016–2017)
- Jung Hye-sung (2015–2018)
- Kwon Mina (2012–2019)
- Jo Jae-yoon (2014–2019)
- Jung Woo (2015–2019)
- Park Doo-sik (2016–2019)
- Yoon Jin-seo (2012–2020)
- Kwak Dong-yeon (2012–2020)